# Zapolanka (Złatna)
Zapolanka – przysiółek wsi Złatna w Polsce, położony w województwie śląskim, w powiecie żywieckim, w gminie Ujsoły. Zabudowania i pola przysiółka zajmują środkową część południowo-zachodniego grzbietu Redykalnego Wierchu, w okolicach wzniesienia Zapolanka (853 m), górą podchodząc do wysokości około 934 m, a także ciągną się powyżej źródlisk Jakubowskiego Potoku na wschód, sąsiadując z przysiółkiem Lory.
Zapolanka znajduje się w Beskidzie Żywieckim i prowadzi przez nią znakowany szlak turystyczny oraz ścieżka przyrodnicza Węgierska Górka-Romanka. Z otwartych przestrzeni pól tego przysiółka rozciąga się szeroka panorama widokowa na Beskid Żywiecki i Beskid Śląski, widoczne są nawet szczyty Małej Fatry na Słowacji. W górnej części przysiółka znajduje się prywatna bacówka o nazwie „Chata Zapolanka”. 

## Szlaki turystyczne
Rajcza – Chata na Zagroniu – Zapolanka – Redykalny Wierch – Hala Lipowska – Hala Rysianka – Romanka
  Ujsoły – Kiczora – Zapolanka – Redykalny Wierch – Hala Lipowska – Hala Rysianka – Romanka